# Mucoa pantchenkoana
Mucoa pantchenkoana är en oleanderväxtart som först beskrevs av Markgraf, och fick sitt nu gällande namn av J.L. Zarucchi. Mucoa pantchenkoana ingår i släktet Mucoa och familjen oleanderväxter. Inga underarter finns listade i Catalogue of Life.